# Маколифф, Энтони
Энтони Маколифф (англ. Anthony Clement McAuliffe; 2 июля 1898, Вашингтон, округ Колумбия — 11 августа 1975, там же) — американский военачальник, четырёхзвёздный генерал (1955). Отличился в 1944 во время высадки американских войск в Нормандии, операции «Маркет гарден» в Голландии и сражения в Арденнах.

## Семья и образование
Родился в семье правительственного служащего. В 1916—1917 учился в университете Западной Виргинии. Окончил военную академию Вест-Пойнт в 1919 (29-м в выпуске), был произведён во вторые лейтенанты и специализировался в армейской школе полевой артиллерии в штате Кентукки (1919—1920). В 1920 женился на Элен Виллет Витман, в которую влюбился ещё школьником; в их семье было двое детей.

## Офицер армии США
В 1920—1922 служил на западном побережье США, в Форт Льюис, штат Вашингтон, и в Сан-Франциско и Монтерее (штат Калифорния). Затем он был произведён в первые лейтенанты и с 1923 служил на острове Оаху (Гавайские острова). Через три года вернулся на материк, проходил службу в Канзасе и Мэриленде. В 1932—1936 вновь служил на Гавайских островах, с 1935 — капитан (в небольшой по численности американской армии в межвоенный период такое долгое пребывание в одном звании было обычным делом).
В 1936—1937 учился в командно-штабном колледже армии США в Канзасе, после её окончания служил преподавателем в школе артиллерии в штате Оклахома, где проработал до 1939. Несмотря на проявленное желание служить в войсках, был направлен на административную работу, войдя в состав группы по изучению расовых отношений в вооружённых силах при армейском военном колледже в Пенсильвании в 1940. Эта группа рекомендовала принять меры по интеграции представителей разных расовых групп в рамках армии.
Участие в работе группы обратило внимание военного начальства на Маколиффа; в звании майора он был переведён в штаб армии США и уже в 1941 произведён в подполковники (с увеличением численности армии в связи с началом Второй мировой войны способные офицеры стали получать новые воинские звания значительно быстрее, чем раньше).

## Участие во Второй мировой войне
После вступления США во Вторую мировую войну Маколифф получил звание полковника (1942) и в том же году был, наконец, переведён в войска, став начальником артиллерии недавно сформированной 101-й воздушно-десантной дивизии, в которой служил до января 1945.

### Отличия в боях в Нормандии и Голландии
6 июня 1944 Маколифф вместе с своей дивизией был переброшен в Нормандию, где сразу же вступил в обязанности заместителя её командующего (занимавший этот пост бригадный генерал Пратт погиб при высадке). Несмотря на то, что выброска находившейся под его командованием части дивизии, была проведена на расстоянии трёх миль от намеченного места, действовал успешно — возглавил захват и оборону стратегически важных объектов, моста на реке Вир и деревни Пуппевилль. Соединившись с основными силами дивизии, руководил успешным наступлением на город Карантан в ходе расширения плацдарма.
В сентябре 1944 Маколифф принял участие в неудачной для союзнических войск операции «Огород», задачей которой был захват стратегически важных мостов в Голландии. 17 сентября 101-я дивизия заняла Эйндховен, однако немцы успели уничтожить мост через канал Вильгельмины. Неудача операции (план которой изначально представлялся весьма рискованным) не сказалась на репутации дивизии, которая некоторое время находилась в окружении, но смогла с боями прорваться к основным силам. За отличие в этой операции Маколифф был произведён в бригадные генералы.

### Оборона Бастони
После окончания операции «Огород» (англ. Market Garden), 101-я дивизия была переброшена в Арденны, где, как представлялось, она могла спокойно отдохнуть после тяжёлых боёв (данная территория была неудобна для наступления противника из-за неразвитой дорожной сети, холмистого рельефа местности, значительного количества лесов). Поэтому командир дивизии генерал-майор Максвелл Тейлор был даже отозван на совещание в США, и его обязанности временно исполнял Маколифф. Однако именно этот участок фронта был избран немецким командованием для проведения последней крупной наступательной операции вермахта, задачей которой был прорыв обороны союзнических войск и выход к морю в Антверпене.
Начавшееся 16 декабря 1944 немецкое наступление первоначально развивалось успешно из-за эффекта внезапности, но вскоре столкнулось с растущим сопротивлением союзников. Утром 18 декабря части 101-й дивизии, 10-й бронетанковой дивизии, 205-й противотанковый батальон и 755-й батальон полевой артиллерии, объединённые в группировку под командованием генерала Маколиффа, заняли оборону у небольшого бельгийского города Бастонь, который оказался на пути основных сил немцев. Овладение им стало их ключевой задачей, которая позволила бы продолжить наступление.
20 декабря американские войска в Бастони были окружены, причём из-за плохой погоды было невозможно наладить с ними связь по воздуху. Несмотря на активные атаки немцев в течение последующих двух дней, им не удалось добиться успеха. Тогда немецкий генерал Генрих фон Лютвиц направил к американцам парламентеров с предложением капитуляции, но Маколифф отклонил его, ответив одним словом Nuts! Это жаргонное выражение означает «Бред» или «Чушь». В данном же контексте более уместным будет перевод «Чёрта с два!». Этот ответ Маколиффа получил широкую известность. В письменной форме ответ выглядел так: «Германскому командующему. Nuts! Американский командующий».
23 декабря погода улучшилась, и союзнической авиации удалось начать поставки окружённым войскам. 26 декабря части 4-й бронетанковой дивизии, подчинённой командующему 3-й армией генералу Джорджу Паттону, прорвали окружение. 29 декабря немецкие войска были вынуждены отступить, что означало окончательный срыв их операции. 30 декабря Паттон вручил Маколиффу Крест «За выдающиеся заслуги». После окончания войны в Бастони был установлен бюст Маколиффа.

### Деятельность в конце войны
С января 1945 Маколифф командовал 103-й пехотной дивизией, которая участвовала в форсировании Рейна и других операциях в южной Германии и Австрии. Его дивизия заняла перевал Бреннер, связывающий Австрию и Италию, и австрийский город Инсбрук. В апреле 1945 был ненадолго переведён на должность командира 79-й пехотной дивизии, но в том же году был переведён в Форт Брэгг (штат Северная Каролина).

## Послевоенная служба
В июле 1946 Маколифф в качестве представителя сухопутных войск участвовал в проведении наземного испытания ядерного оружия на атолле Бикини в Тихом океане. Затем по приказу военного министра был направлен в объединенный научно-исследовательский совет, где служил в августе 1946 — декабре 1947. В 1947—1949 занимал пост заместителя директора по исследованиям и развитию в управлении тыла армии.
С марта 1949 командовал 24-й пехотной дивизией в составе американских оккупационных войск в Японии. В октябре 1949 произведён в генерал-майоры и назначен начальником химического корпуса армии США.

### Инициатор ликвидации сегрегации в армии
В 1951 ему было присвоено звание «генерал-лейтенант», и он был назначен помощником начальника штаба армии по личному составу. Первоначально считал возможным продолжение прежней практики создания отдельных подразделений из афроамериканцев, учитывая расовые противоречия как в вооружённых силах, так и в американском обществе в целом. Так как существовавшие афроамериканские части были уже переполнены, полагал необходимым создание дополнительных формирований такого рода. Однако опыт проходившей в то время Корейской войны показал, что совместное участие в боевых действиях представителей разных расовых групп (интеграция происходила явочным порядком) носило успешный характер.
Учитывая этот опыт и потребности армии, генерал Маколифф уже летом 1951 предложил проект полной отмены расовой сегрегации в армии. К декабрю 1951 приказ о разработке планов десегрегации был направлен командованию американских войск на Дальнем Востоке, а в следующем году — в Европе. Несмотря на то, что этот процесс проходил непросто, американская армия к 1970-м годам стала одной из наиболее десегрегированных структур в США. Генерал Маколифф считал свои действия в этой сфере наиболее значимыми за всё время его военной службы.

### «Четырёхзвёздный» генерал
В 1953 он был назначен заместителем начальника штаба армии США по операциям и администрации. В том же году стал командующим 7-й армией. В 1955 ему было присвоено воинское звание «генерал» (высшее в мирное время для американских военачальников). В 1955—1956 Маколифф был главнокомандующим вооружёнными силами США в Европе. В 1956 ушёл в отставку.

## После ухода из армии
Находясь в отставке, Маколифф входил в состав совета директоров крупнейшей американской химической компании Cyanamid (1956—1963). В 1959—1963 был председателем комиссии штата Нью-Йорк по гражданской обороне. В 1963 отошёл от дел, жил в штате Мэриленд. Похоронен на Арлингтонском национальном кладбище вместе с женой и сыном.